# Festival Internacional de Cine de San Sebastián 1961
La 9.ª edición del Festival Internacional de Cine de San Sebastián tuvo lugar entre el 8 y el 17 de julio de 1961.
Fue inaugurado el 8 de julio de 1961 por el director general de Cinematografía y Teatro Jesús Suevos Fernández-Jove con la proyección de la película argentina Hijo de hombre de Lucas Demare, protagonizada por Francisco Rabal y Olga Zubarry. Entre las celebridades que visitaron el festival cabe destacar las actrices mexicanas Dolores del Río y Pina Pellicer, las italianas Sylva Koscina y Franca Bettoia, Anita Ekberg, la inglesa Billie Whitelaw y la alemana Gert Fröbe.
El día 10 se proyectaron El rostro impenetrable de Marlon Brando y L'imprevisto d'Alberto Lattuada. El día 11 The Naked Edge de Michael Anderson, que fue la última película de Gary Cooper y la polaca Odwiedziny prezydenta de Jan Batory. El día 13 fue exhibida la alemana El pícaro y el buen Dios de Axel von Ambesser, considerada como "inadecuada" por la Festival per la crítica del diario ABC. El día 14 se exhibieron Very Important Person y Il sicario. El día 17, después de exhibirse Milagro a los cobardes se otorgaron los premios de la edición.

## Jurado oficial
- Carlos Fernández Cuenca[8]
- Guido Cincotti
- John Gillett
- Adolfo Marsillach
- Robert Neville

## Películas

### Programa Oficial
Las 14 películas siguientes fueron presentadas en el programa oficial:
| Título en España           | Título original               | Director(es)                                    | País        |
| -------------------------- | ----------------------------- | ----------------------------------------------- | ----------- |
| 101 dálmatas               | 101 dalmatians                | Wolfgang Reitherman                             | EE. UU.     |
| A raça                     | A raça                        | Augusto Fraga                                   | Portugal    |
| El pícaro y el buen Dios   | Der Gauner und der liebe Gott | Axel von Ambesser                               | RFA         |
| Hijo de hombre             | Hijo de hombre                | Lucas Demare                                    | Argentina   |
| Los mongoles               | I mongoli                     | André de Toth, Riccardo Freda y Leopoldo Savona | Italia      |
| El sicario                 | Il sicario                    | Damiano Damiani                                 | Italia      |
| L'imprevisto               | L'imprevisto                  | Alberto Lattuada                                | Italia      |
| La cárcel de Cananea       | La cárcel de Cananea          | Gilberto Gazcón                                 | México      |
| Los honores de la guerra   | Les honneurs de la guerre     | Jean Dewever                                    | Francia     |
| Milagro a los cobardes     | Milagro a los cobardes        | Manuel Mur Oti                                  | España      |
| Las visitas del presidente | Odwiedziny prezydenta         | Jan Batory                                      | Polonia     |
| El rostro impenetrable     | One-Eyed Jacks                | Marlon Brando                                   | EE. UU.     |
| Sombras de sospecha        | The Naked Edge                | Michael Anderson                                | EE. UU.     |
| Hoy es día de fuga         | Very Important Person         | Ken Annakin                                     | Reino Unido |
| Vsude zijí lidé            | Vsude zijí lidé               | Jirí Hanibal, Stepán Skalský                    | Hungría     |

### Fuera de concurso
| Título en España            | Título original             | Director(es)    | País    |
| --------------------------- | --------------------------- | --------------- | ------- |
| Hollywood: The Golden Years | Hollywood: The Golden Years | David L. Wolper | EE. UU. |
| El sicario                  | Il sicario                  | Damiano Damiani | Italia  |

## Premios
Ganadores de la Sección oficial del 9.º Festival Internacional de Cine de San Sebastián de 1961:
- Concha de Oro a la mejor película: El rostro impenetrable de Marlon Brando
- Concha de Oro al mejor cortometraje: Pasajes tres de Javier Aguirre Fernández
- Concha de Plata: Odwiedziny prezydenta de Jan Batory
- Concha de Plata a la mejor dirección:Alberto Lattuada por L'imprevisto
- Premio San Sebastián a la mejor actriz: Pina Pellicer, por El rostro impenetrable
- Premio San Sebastián al mejor actor: Gert Fröbe, por El pícaro y el buen Dios
- Premio Perla del Cantábrico a la Mejor Película de Habla Hispana: Hijo de hombre de Lucas Demare
- Premio Perla del Cantábrico al Mejor Cortometraje de Habla Hispana: Río Arriba de Adolfo Garnica